# Запека Віктор Олександрович
Ві́ктор Олекса́ндрович Запе́ка — молодший сержант міліції (посмертно) батальйону патрульної служби міліції особливого призначення «Чернігів», загинув в ході російсько-української війни.

## Життєпис
Народився 2 квітня 1987 року у місті Чернігові.
Навчався в Чернігівській загальноосвітній школі № 2. У 2004 році закінчив Чернігівську гімназію № 31, а у 2014 році — Чернігівський національний педагогічний університет імені Тараса Шевченка за спеціальністю викладач фізичного виховання.
З 2008 року працював інженером з обслуговування мережі мобільного оператора «Лайф».
В органах внутрішніх справ з 12 вересня 2014 року. Рядовий міліції, міліціонер 3-го взводу 1-ї роти спецбатальйону «Чернігів» УМВС України у Чернігівській області.
Удень 16 листопада 2014 року озброєні терористи переправилися через річку Сіверський Донець та обстріляли з автоматичної зброї й гранатометів патрульний автомобіль батальйону «Чернігів» та блокпост ЗСУ. Це сталося поблизу автостанції Станиці Луганської. Запека в бою з російськими терористами зазнав важких поранень та втратив багато крові, помер у лікарні. Тоді ж загинули рядовий міліції Андрій Іщенко та старший сержант міліції Олександр Найдьон. В червні 2016 року помер один з поранених в тому бою — сержант міліції Роман Лось.
Вдома лишилися мама, батько, брат та сестра.
Похований у Чернігові, кладовище Яцево.

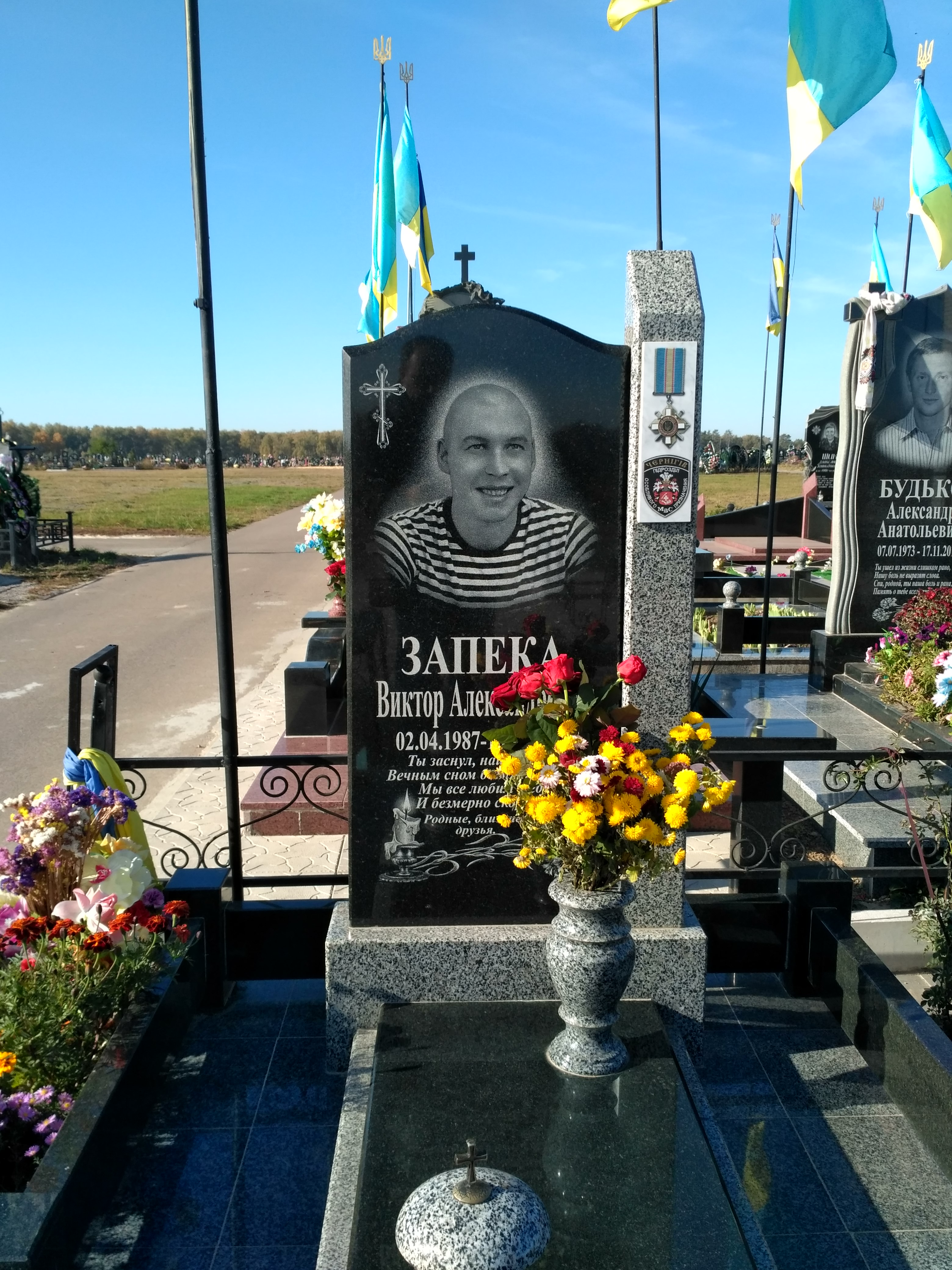
Могила Віктора Запеки, кладовище Яцево, жовтень 2018

## Нагороди та вшанування
- Указом Президента України № 942/2014 від 19 грудня 2014 року, «за особисту мужність і героїзм, виявлені у захисті державного суверенітету та територіальної цілісності України, високий професіоналізм, зразкове виконання службового обов'язку та з нагоди Дня міліції», нагороджений орденом «За мужність» III ступеня (посмертно)[2].
- Рішенням міської ради міста Чернігова присвоєно почесне звання «Захисник України — Герой Чернігова» (посмертно)[3].
- В пам'ять про Віктора Запеку у травні 2016 року на будівлі Чернігівської гімназії № 31 та у Станиці Луганській встановлені меморіальні дошки[1].
- Ім'я Віктора Запеки викарбуване на Меморіалі загиблим працівникам міністерства внутрішніх справ[1].
- 30 листопада 2021 року — Почесна відзнака Чернігівської обласної ради «За мужність і вірність Україні»[4].